# Imeong
Imeong es la capital del estado Ngeremlengui en la República de Palaos y cuenta con 132 habitantes según datos de 2009.
Los alrededores de Imeong, se caracterizan por la alternancia incluyendo selvas, sabanas y  manglares, en el año 2004 bajo el nombre Área de Conservación de Imeong se le propuso para la lista preliminar de la UNESCO sobre el Patrimonio Mundial ubicándosele en la categoría mixta.